# 서울 제2국제금융센터
서울 제2국제금융센터(영어: Two International Finance Centre, Two IFC, 2IFC)는 대한민국 서울특별시 영등포구의 여의도에 있는 마천루 단지이자 지상 29층, 176m짜리 인텔리전트 빌딩이다. IFC 내에서 높이가 낮은 건물이다.

## 역사
서울 여의도에 국제금융단지를 조성하면서 랜드마크 건물 일환으로 2006년에 착공하여 2012년 8월에 완공 이후 개관하였다.

## 시설
한국의료재단이 이 건물에 IFC종합검진센터를 두고 있다. AIG손해보험, 티플러스, 외국계 로펌 등이 입주하고 있다.
| 층수                | 시설                                                                                         |
| ------------------- | -------------------------------------------------------------------------------------------- |
| 28층 ~ 29층         | 오피스                                                                                       |
| 25층 ~ 27층         | AIG손해보험                                                                                  |
| 23층 ~ 24층         | 오피스                                                                                       |
| 22층                | 테라컨설팅그룹, 승가헌, BIW아시아파워, 영리더스캠프 한국사무소, 다크트레이스, 국가경영연구원 |
| 16층 ~ 21층         | 오피스                                                                                       |
| 15층                | 주한미국상공회의소, 미래의동반자재단                                                         |
| 14층                | 오피스                                                                                       |
| 13층                | 알보젠코리아                                                                                 |
| 9층 ~ 12층          | 오피스                                                                                       |
| 8층                 | 오티스엘리베이터코리아                                                                       |
| 2층 ~ 7층           | 오피스                                                                                       |
| 3층                 | 삼성증권, The Forum at IFC(컨퍼런스홀)                                                       |
| 1층                 | 로비                                                                                         |
| 지하 3층 ~ 지하 1층 | IFC몰                                                                                        |
| 지하 7층 ~ 지하 4층 | 지하주차장                                                                                   |

## 수상작
- 2013년 - 한국건축문화대상 - 서울국제금융센터 본상 수상

## 갤러리

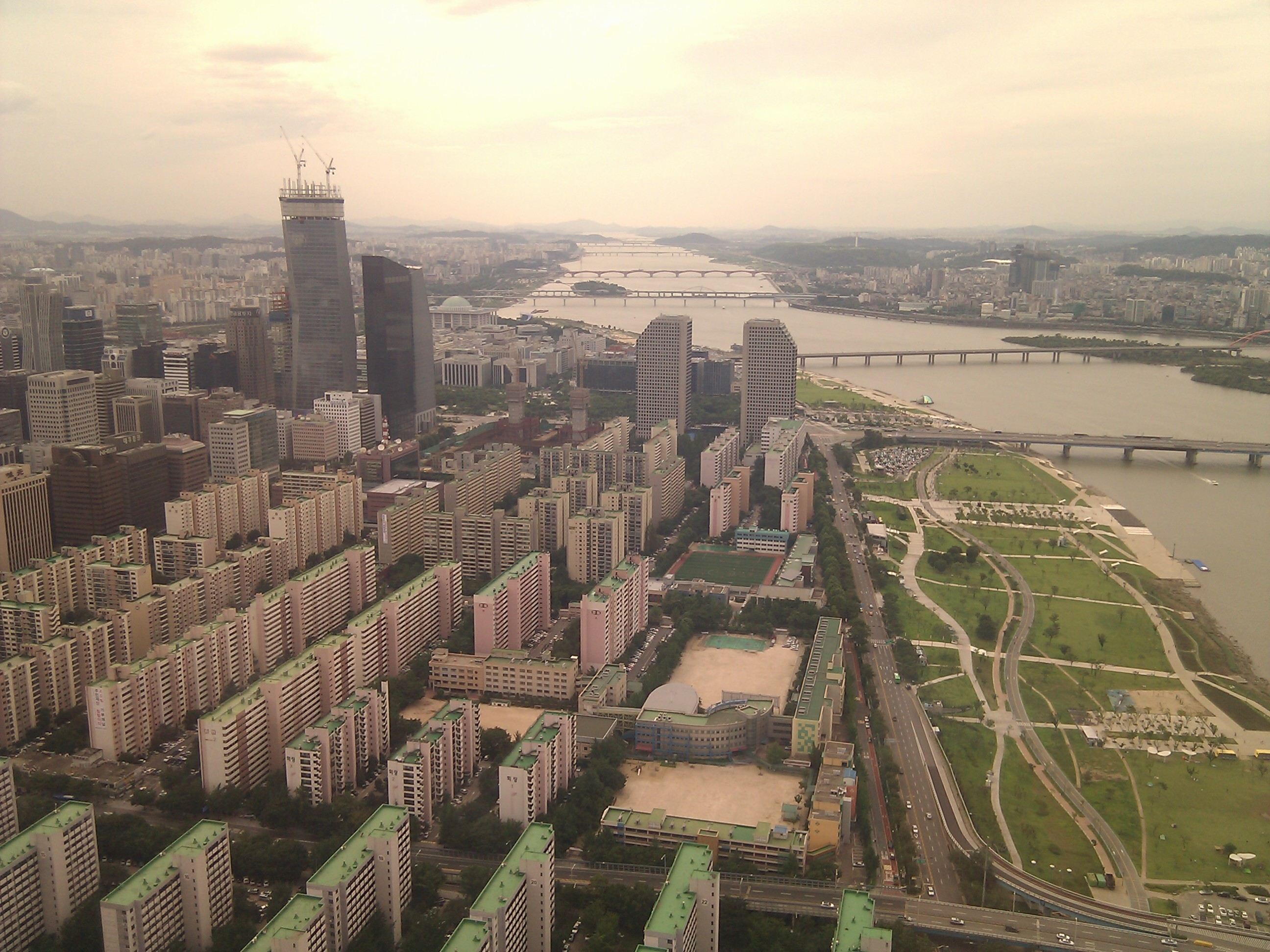
2011년 8월 7일.
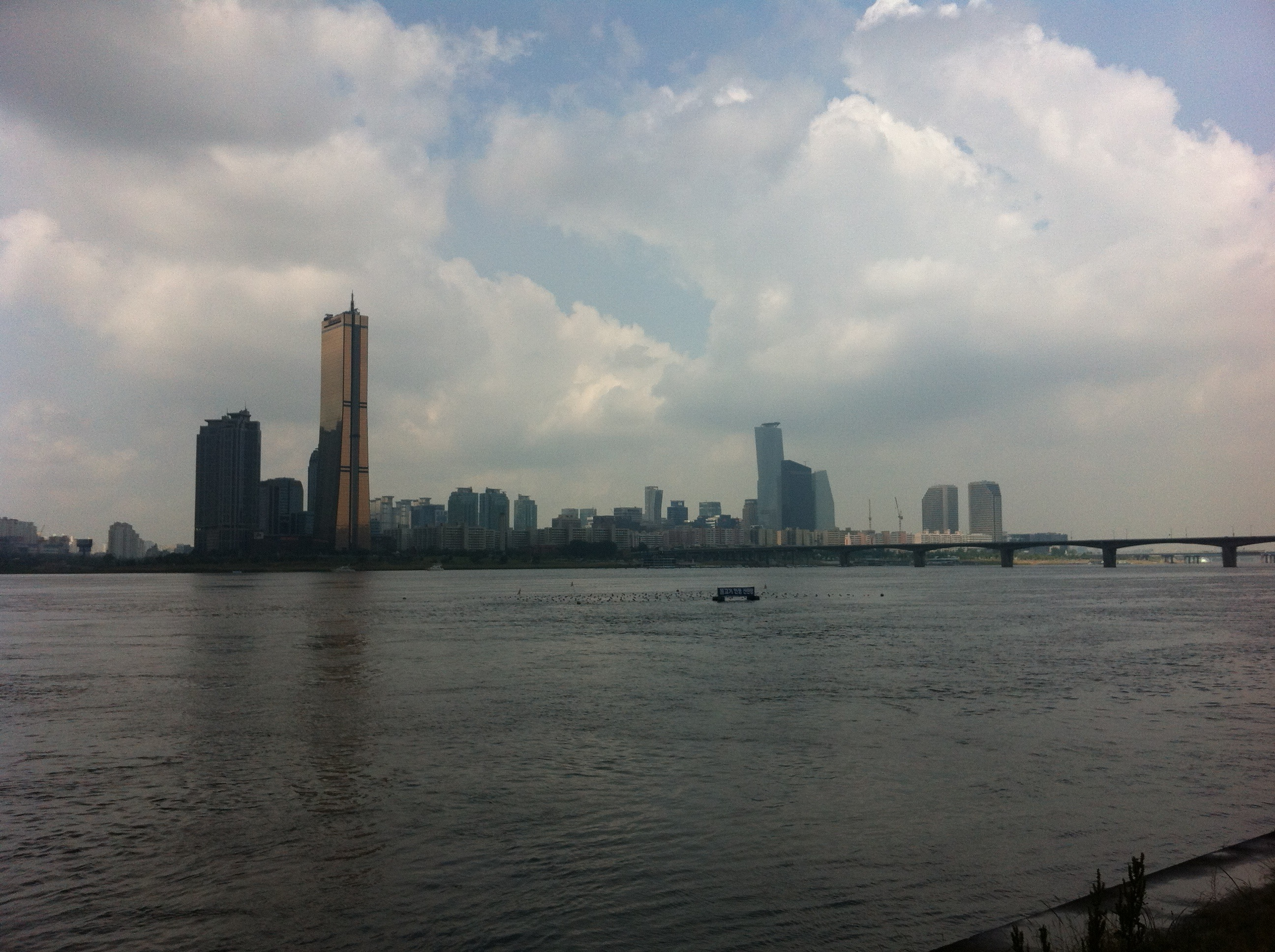
2012년 6월 5일.
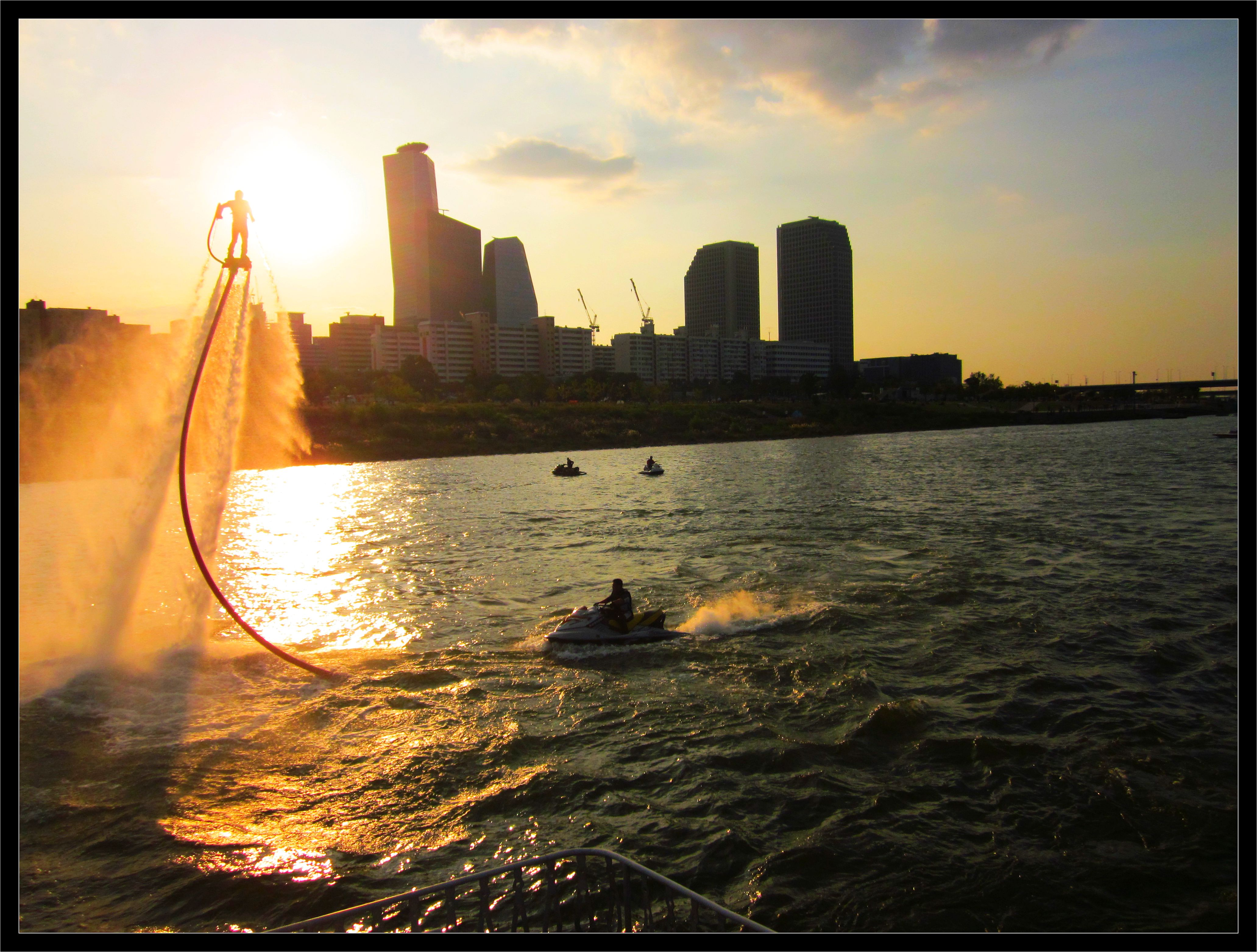
2012년 10월 1일.
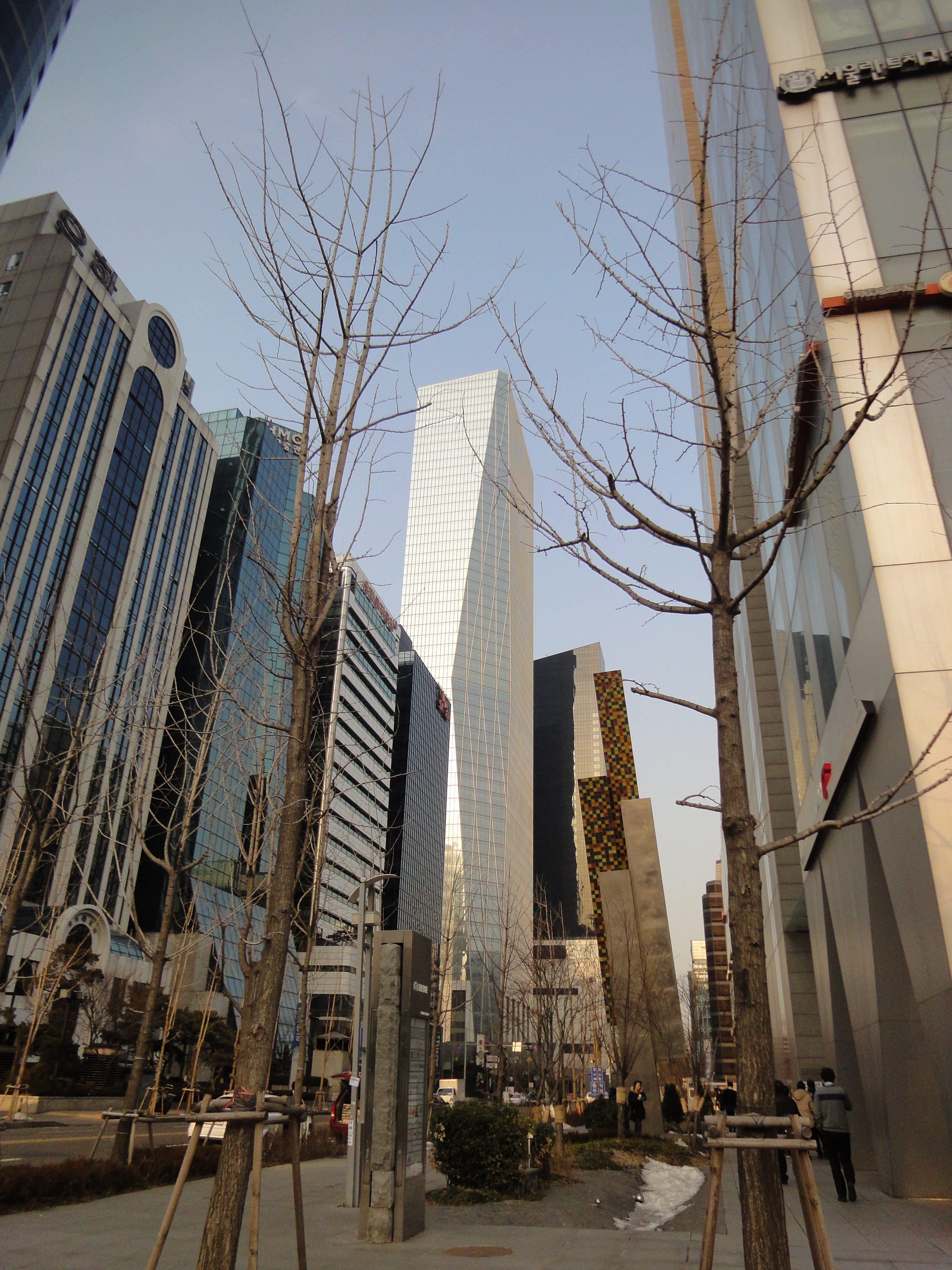
2013년 2월 25일.
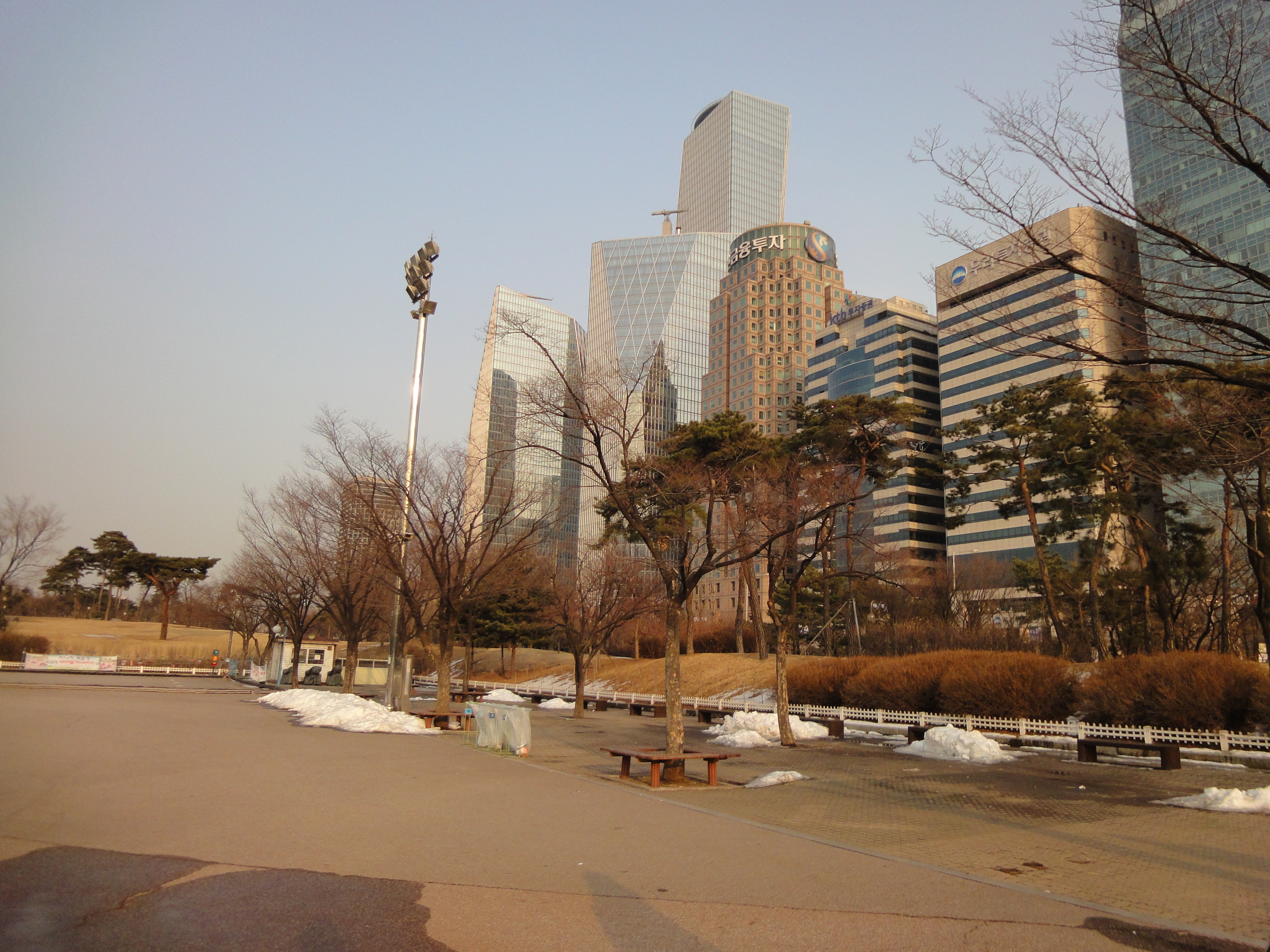
2013년 2월 25일.
2013년 5월 17일.
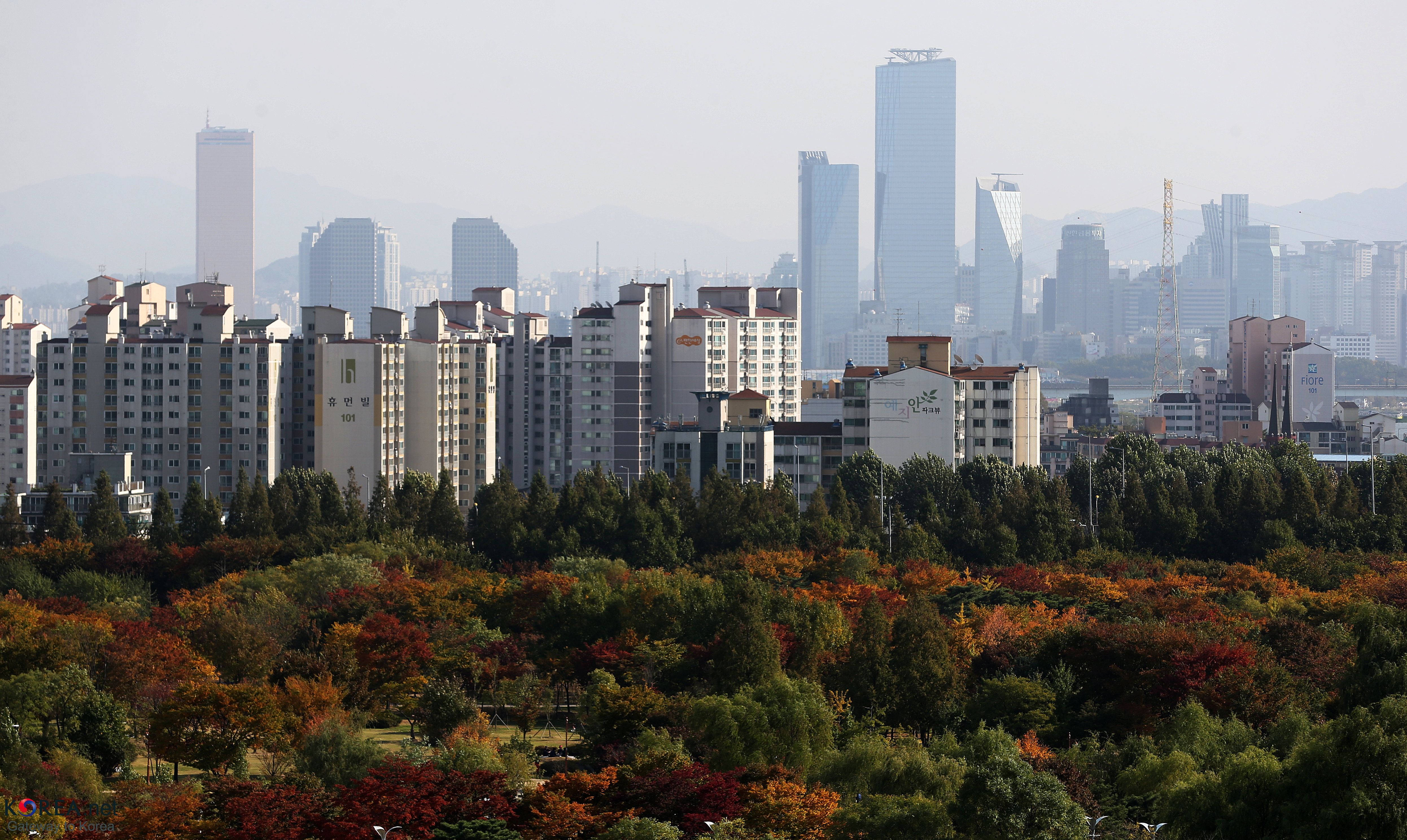
2013년 10월 24일.
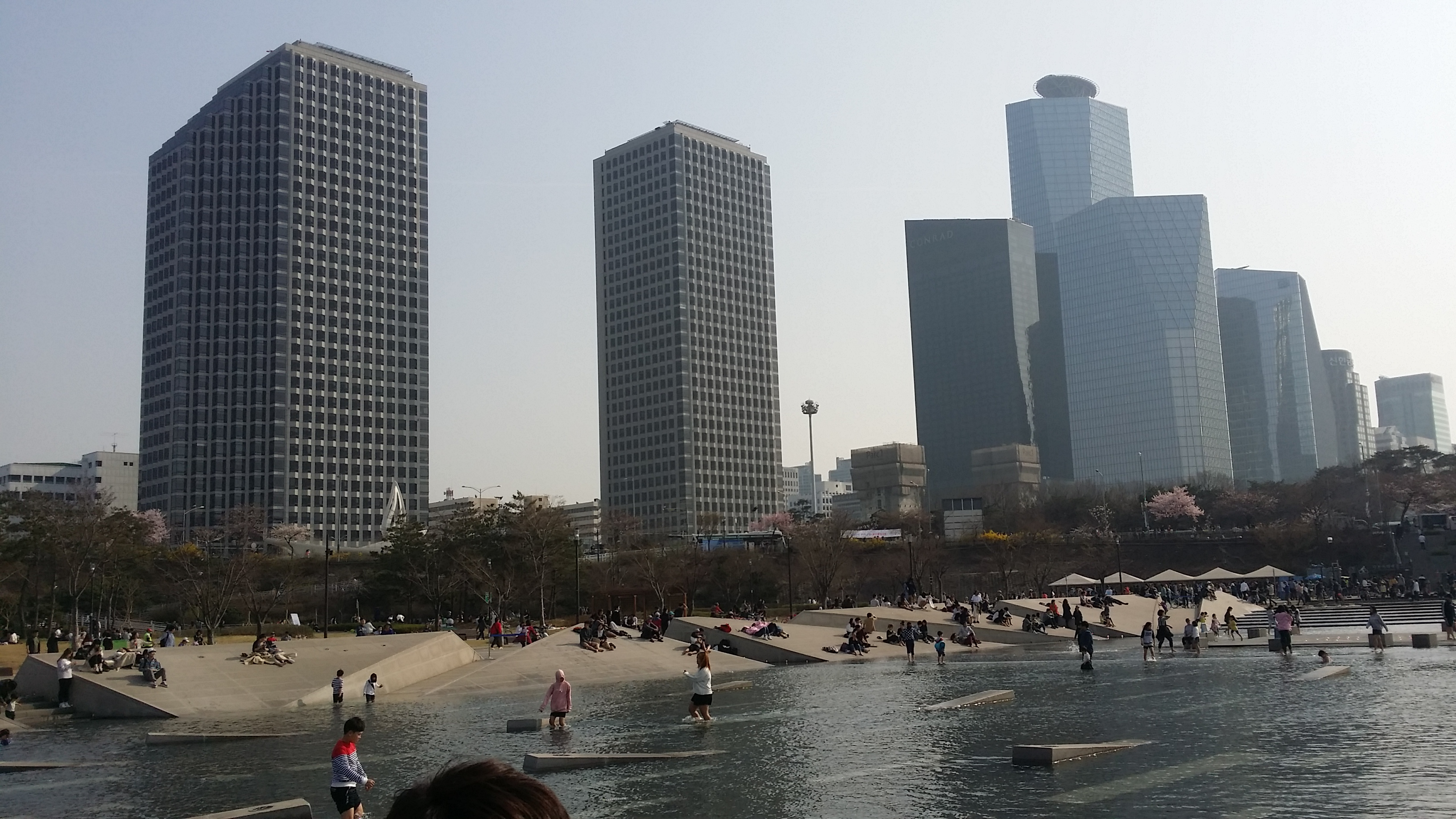
2016년 4월 2일.
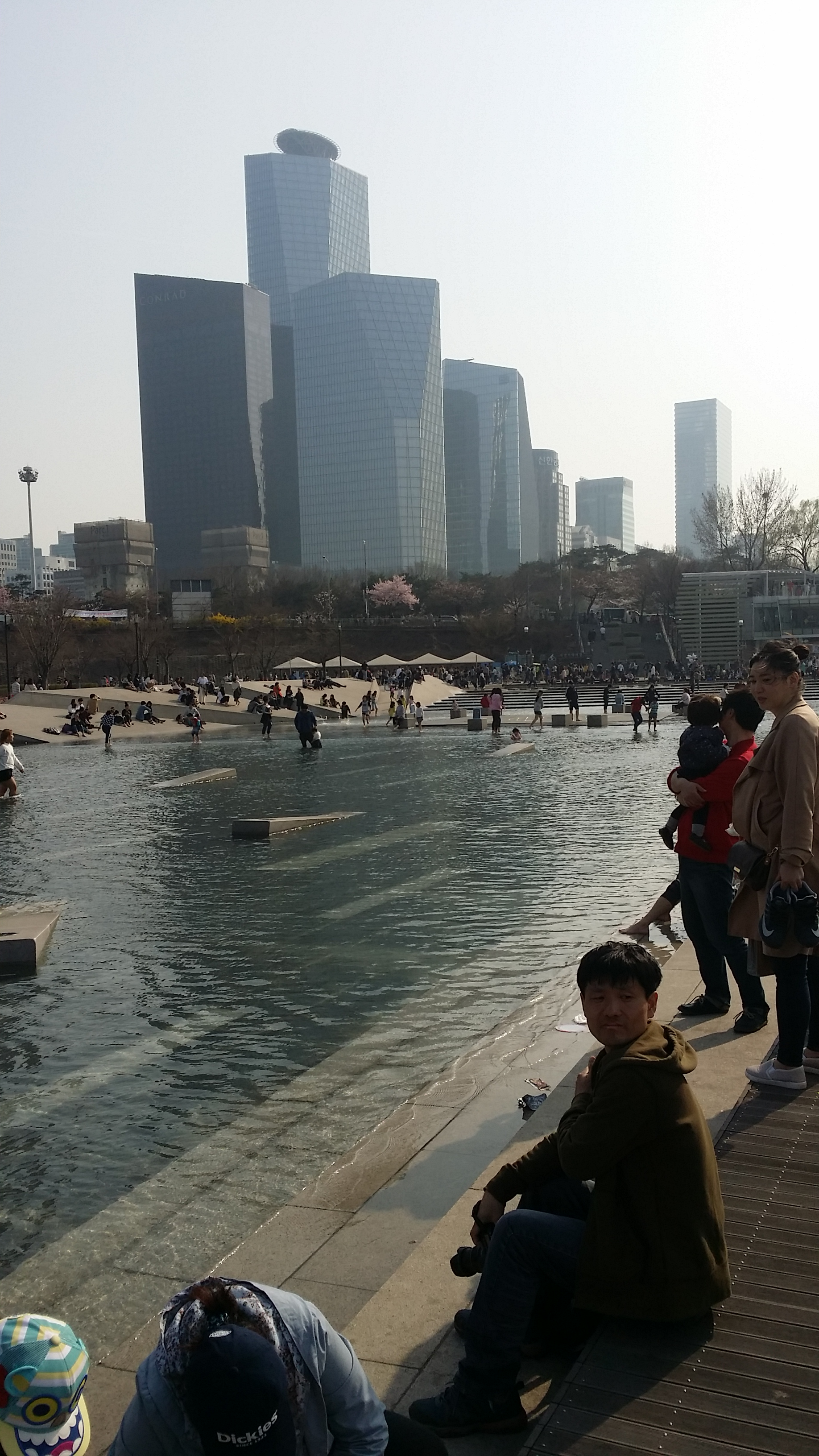
2016년 4월 2일.
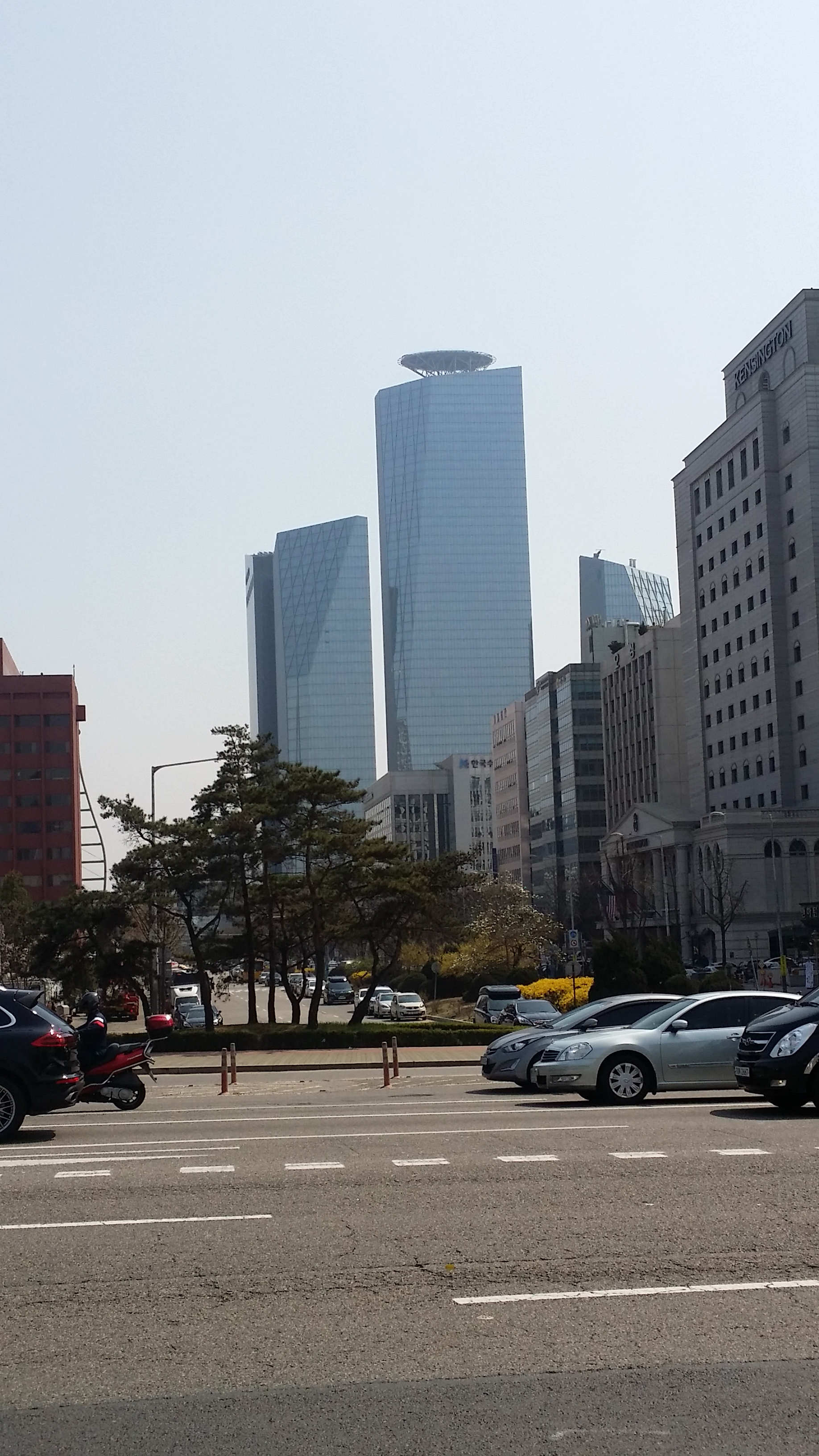
2016년 4월 2일.
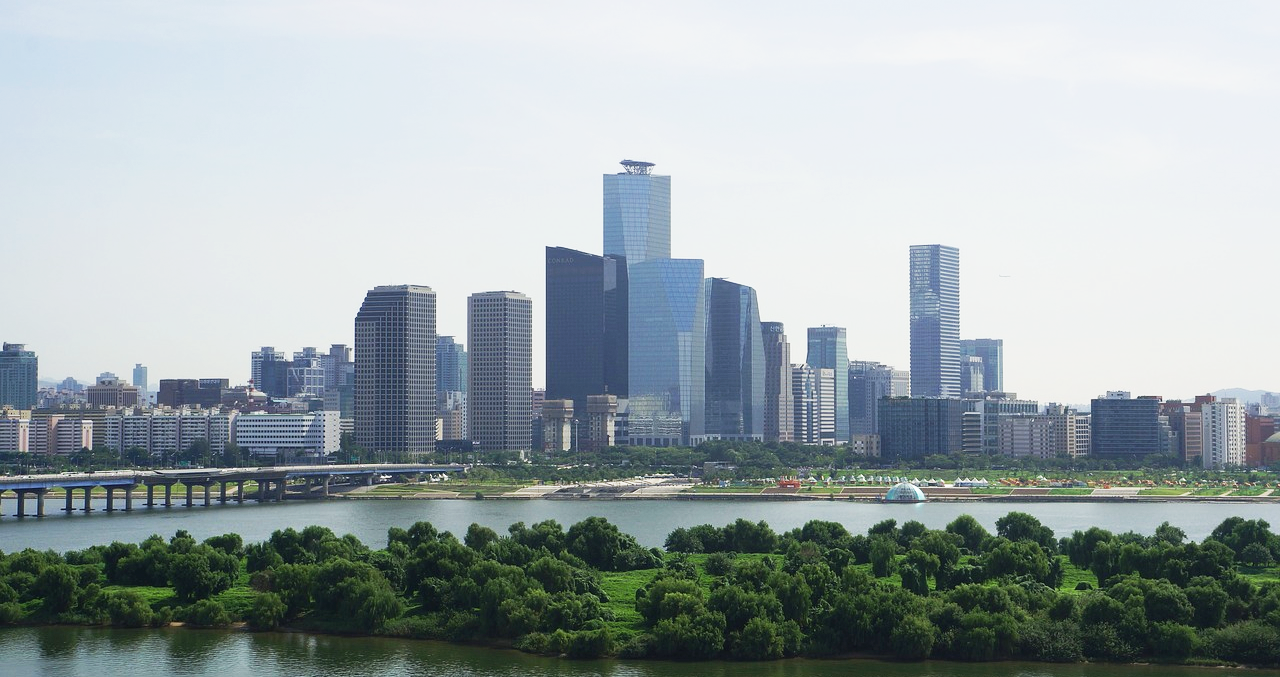
2016년 8월 10일.
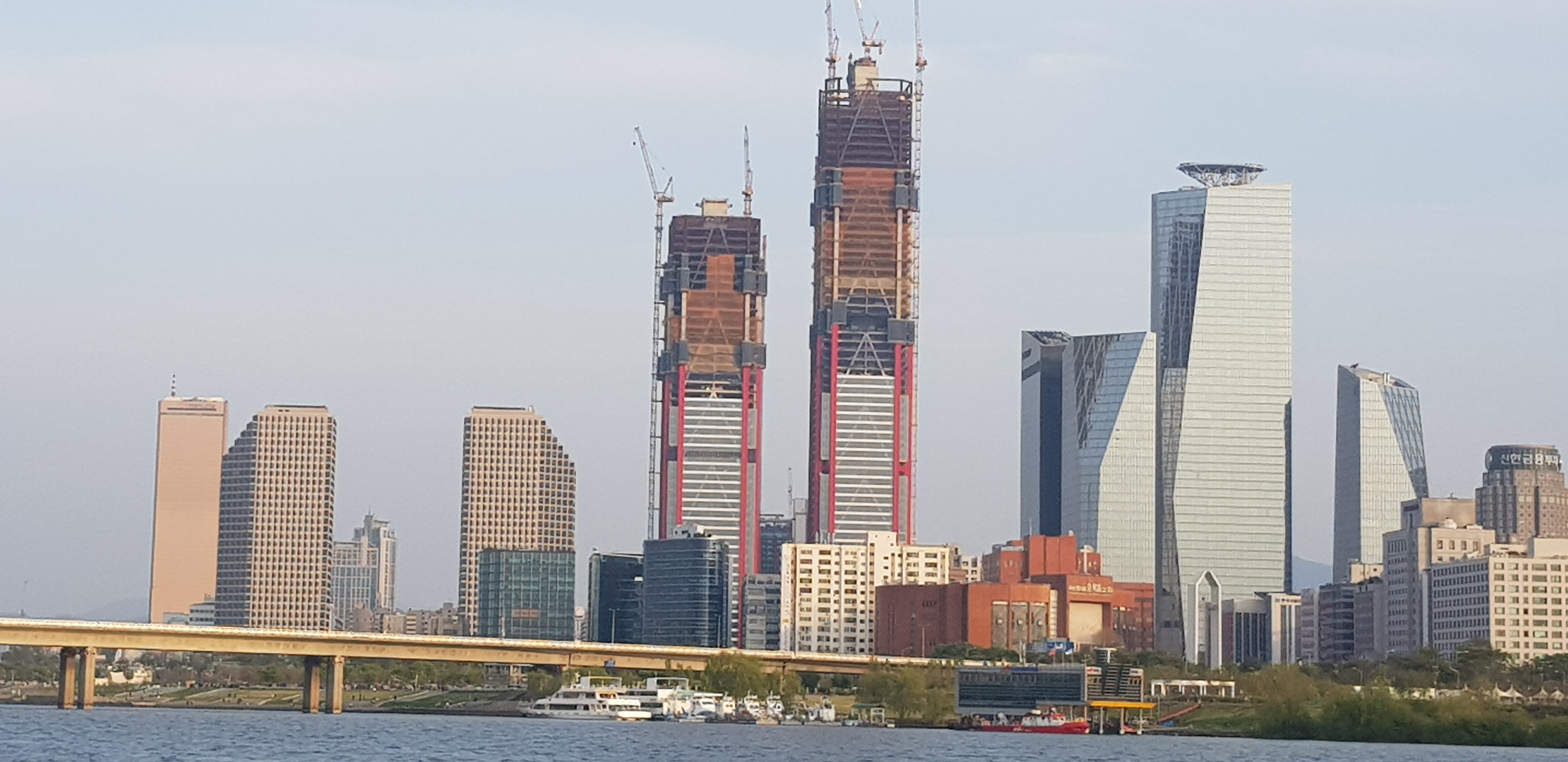
2019년 4월 21일.
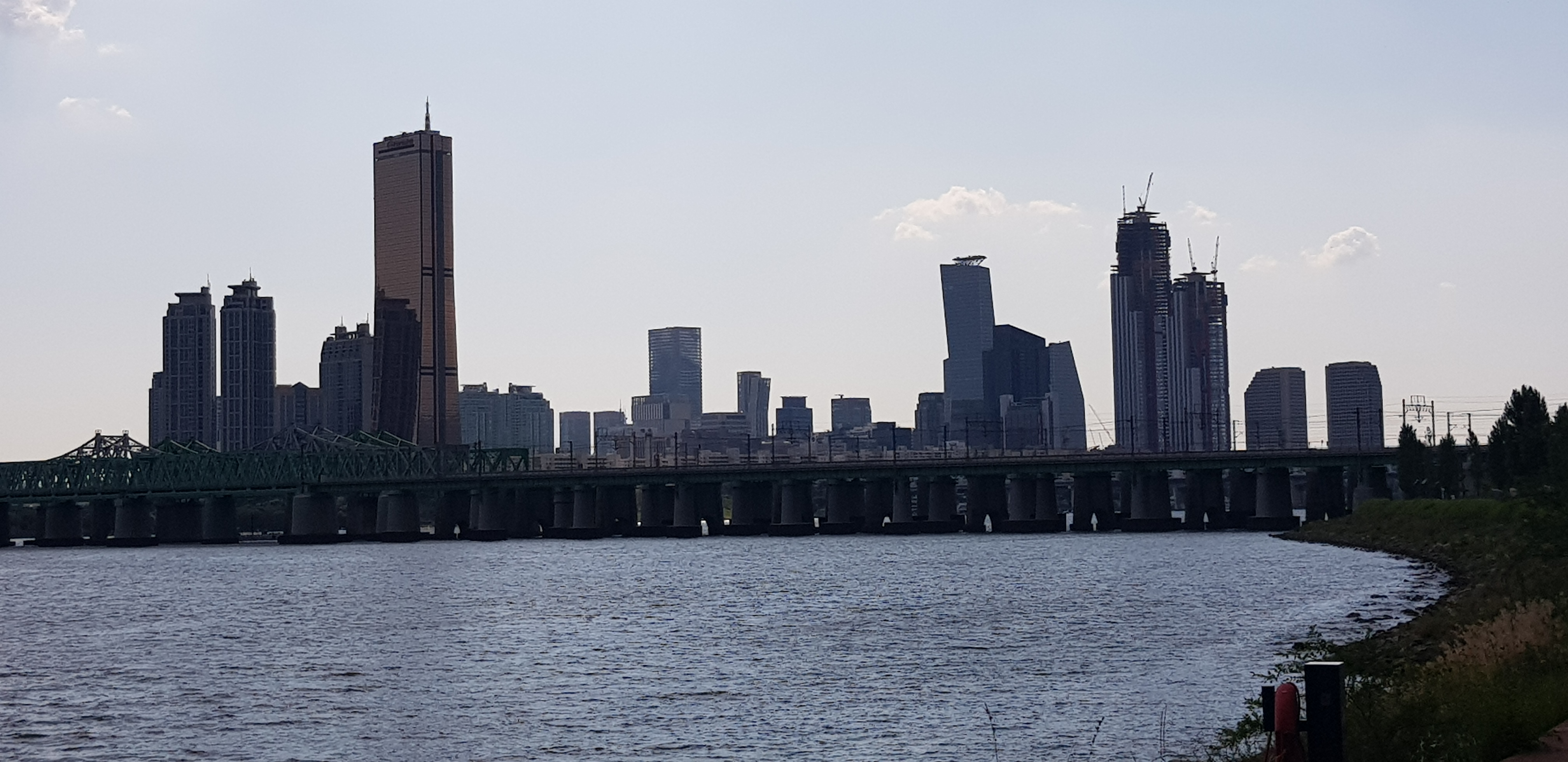
2019년 6월 23일.
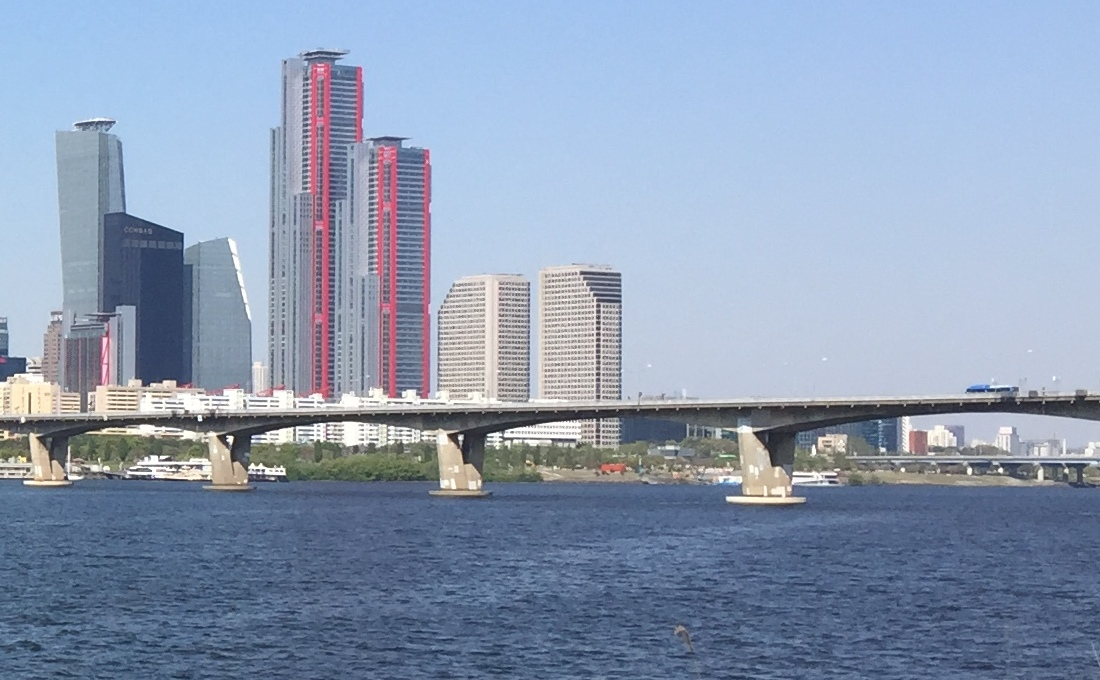
2020년 4월 26일.
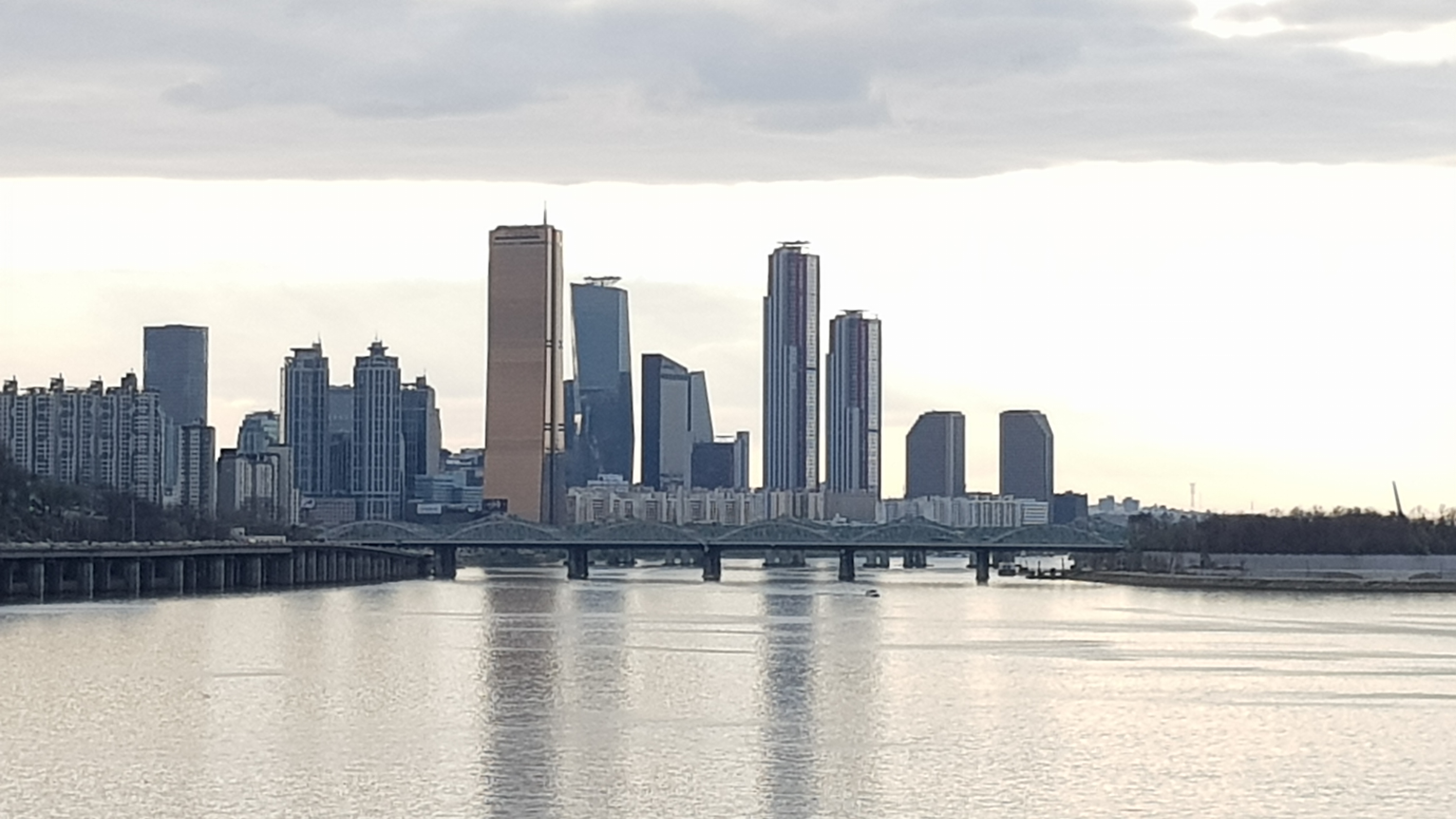
2021년 4월 4일.
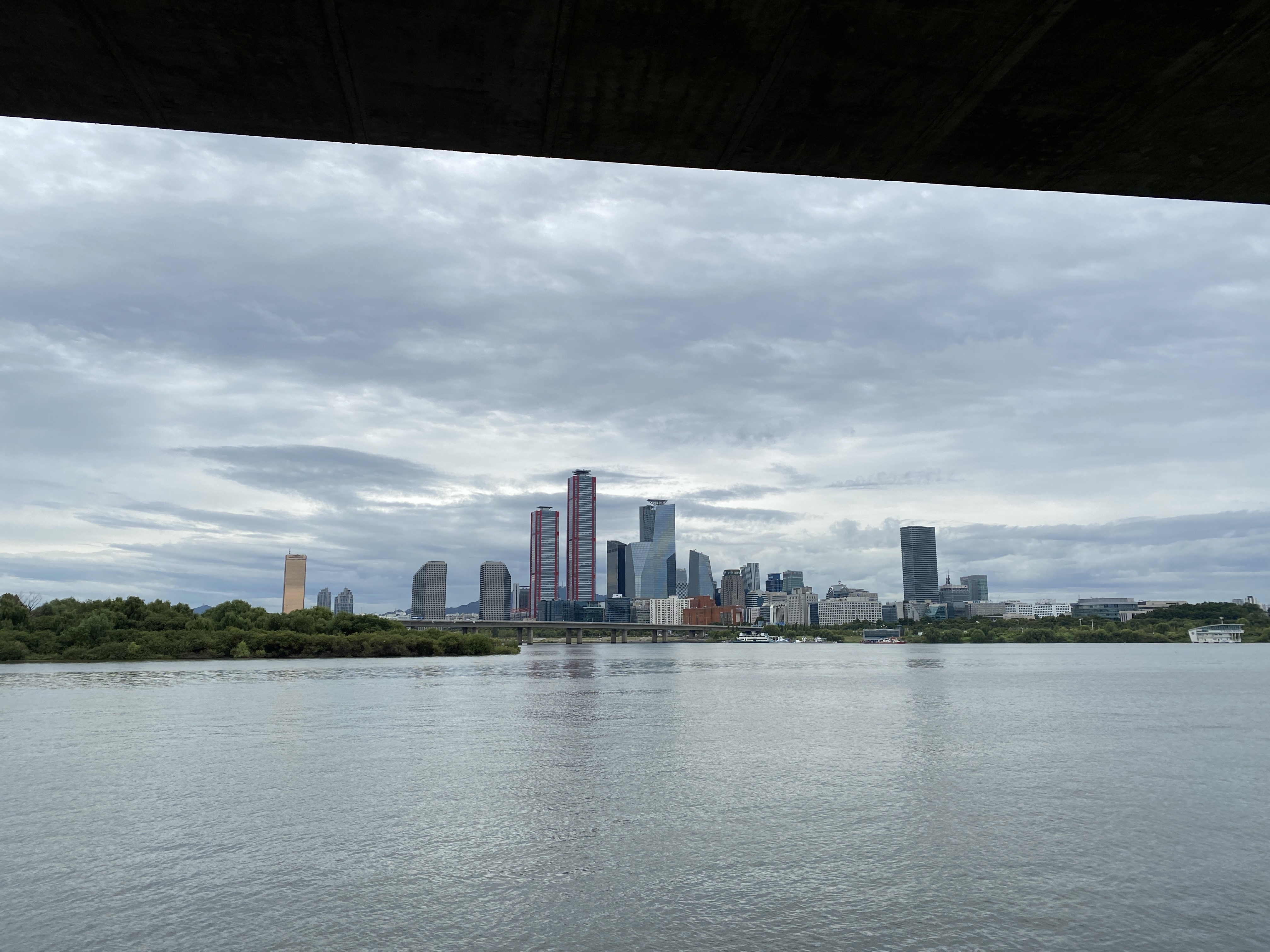
2021년 9월 25일.
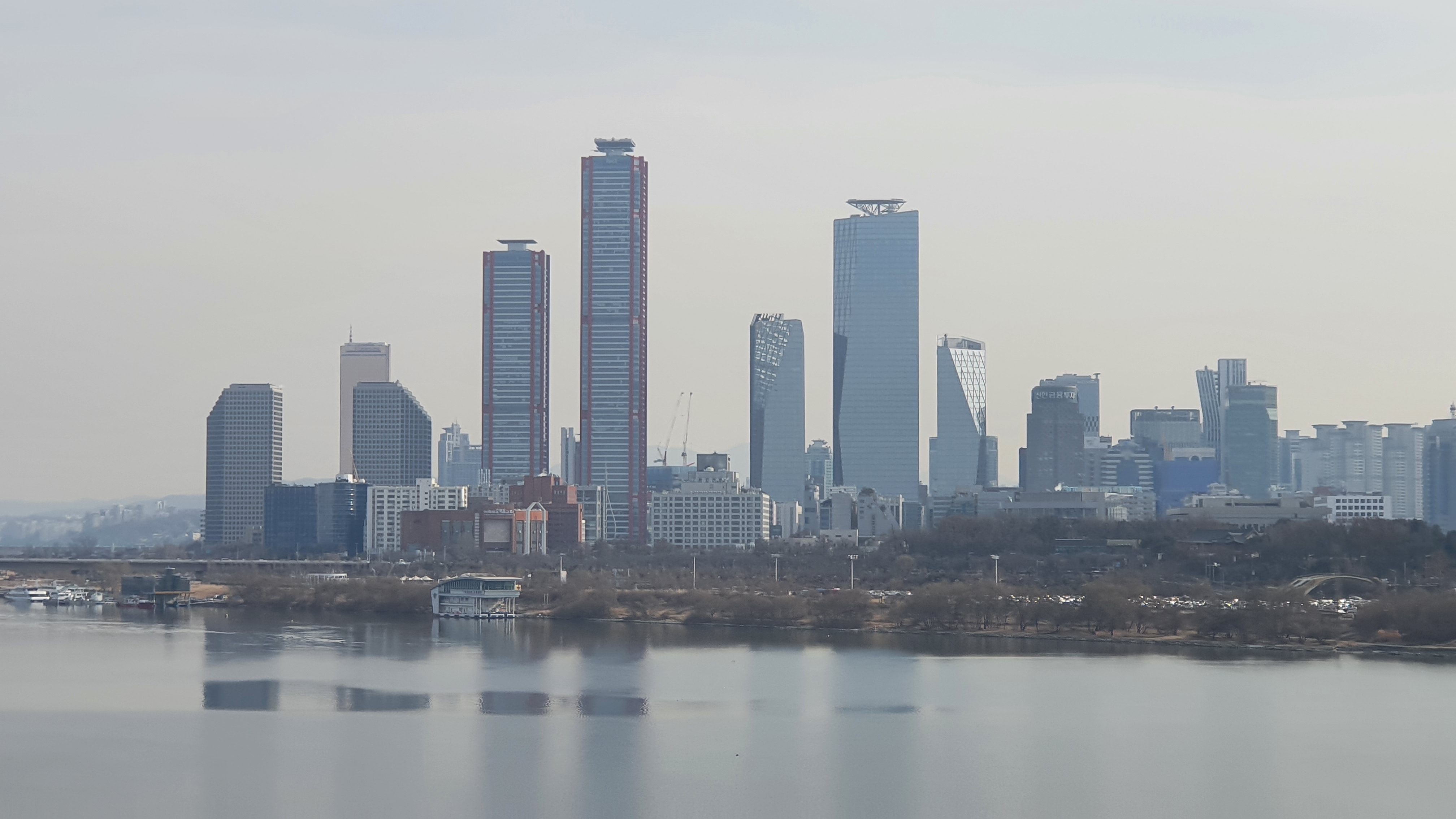
2022년 2월 9일.
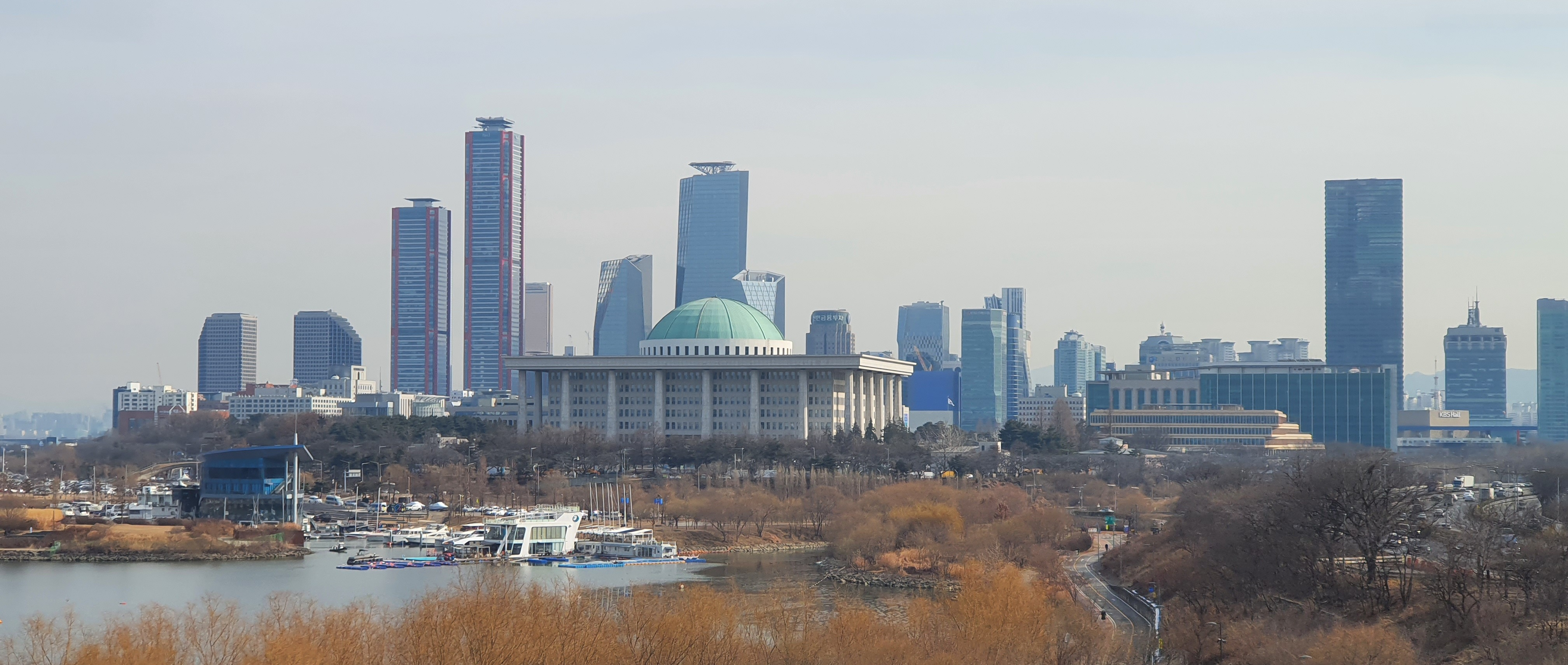
2022년 2월 9일.
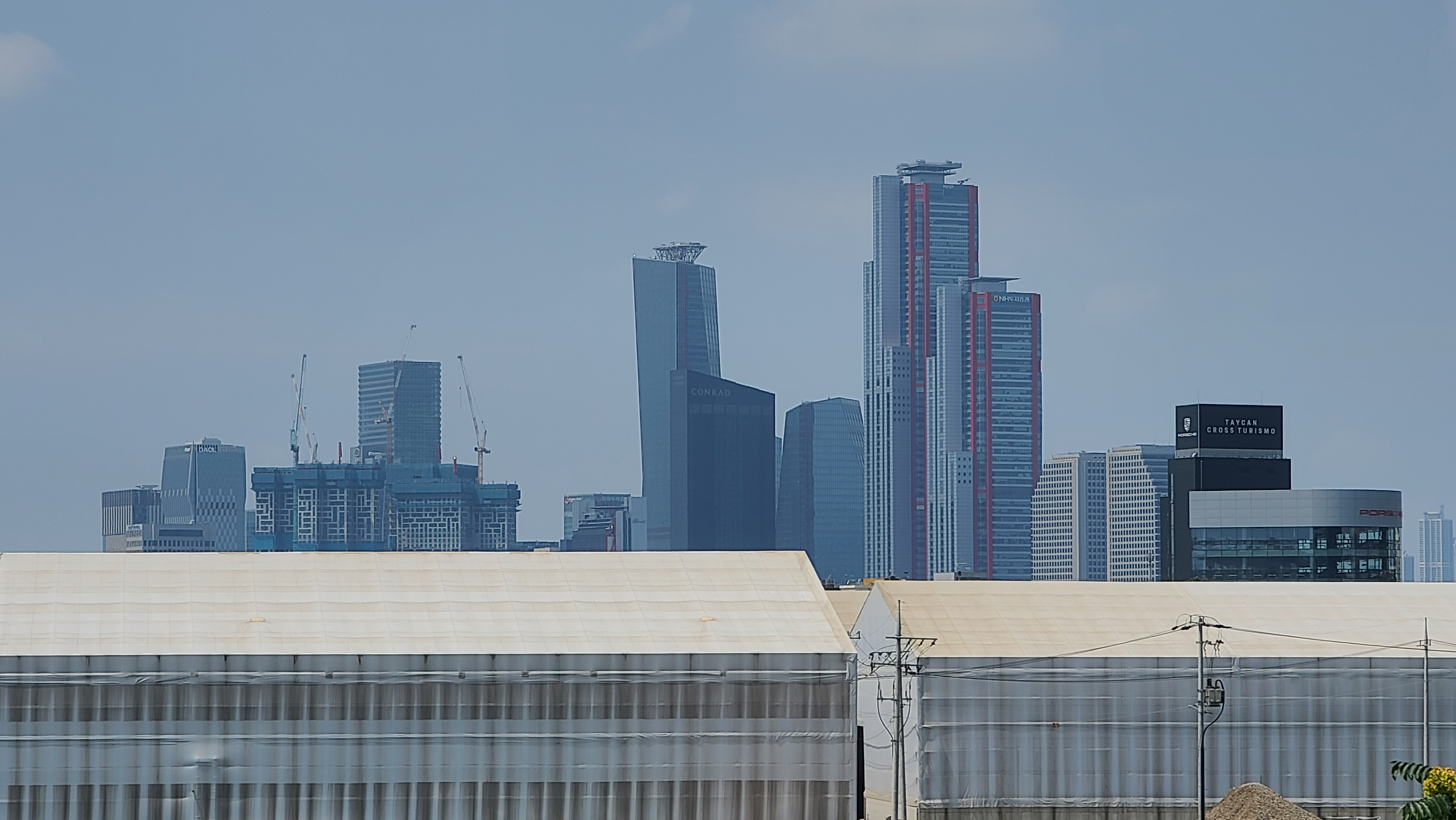
2022년 7월 28일.
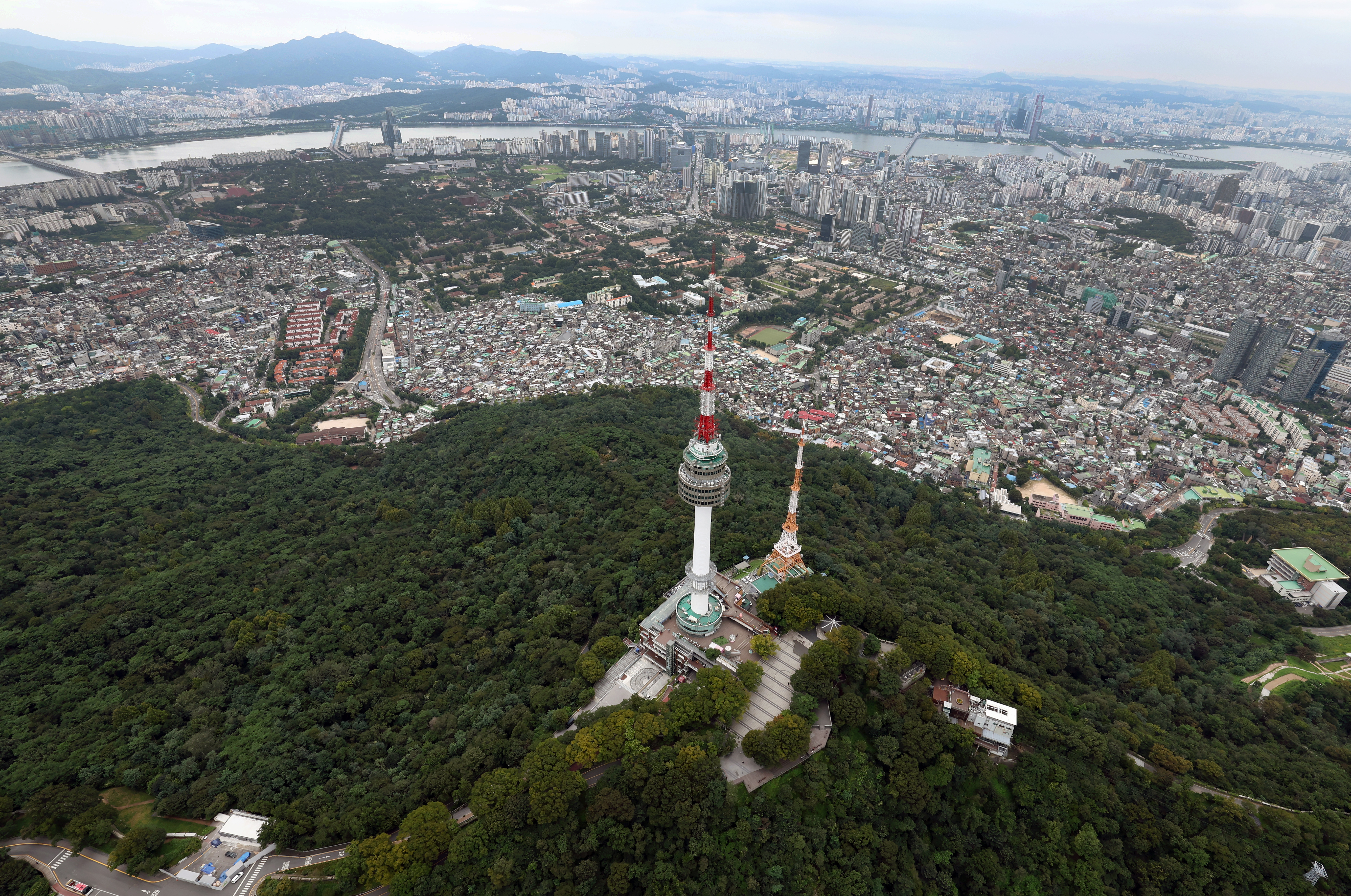
2022년 8월 24일.
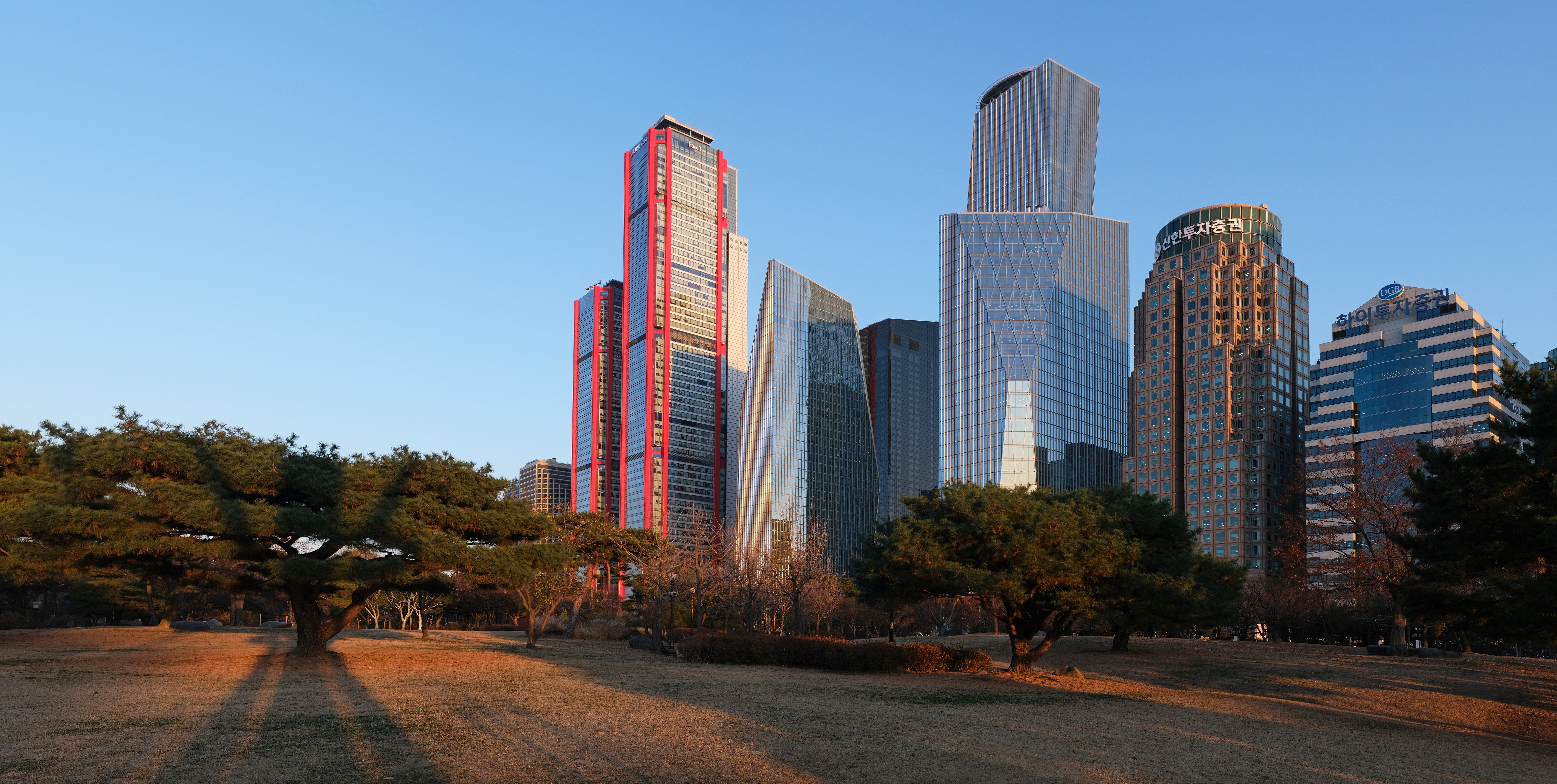
2022년 11월 1일.
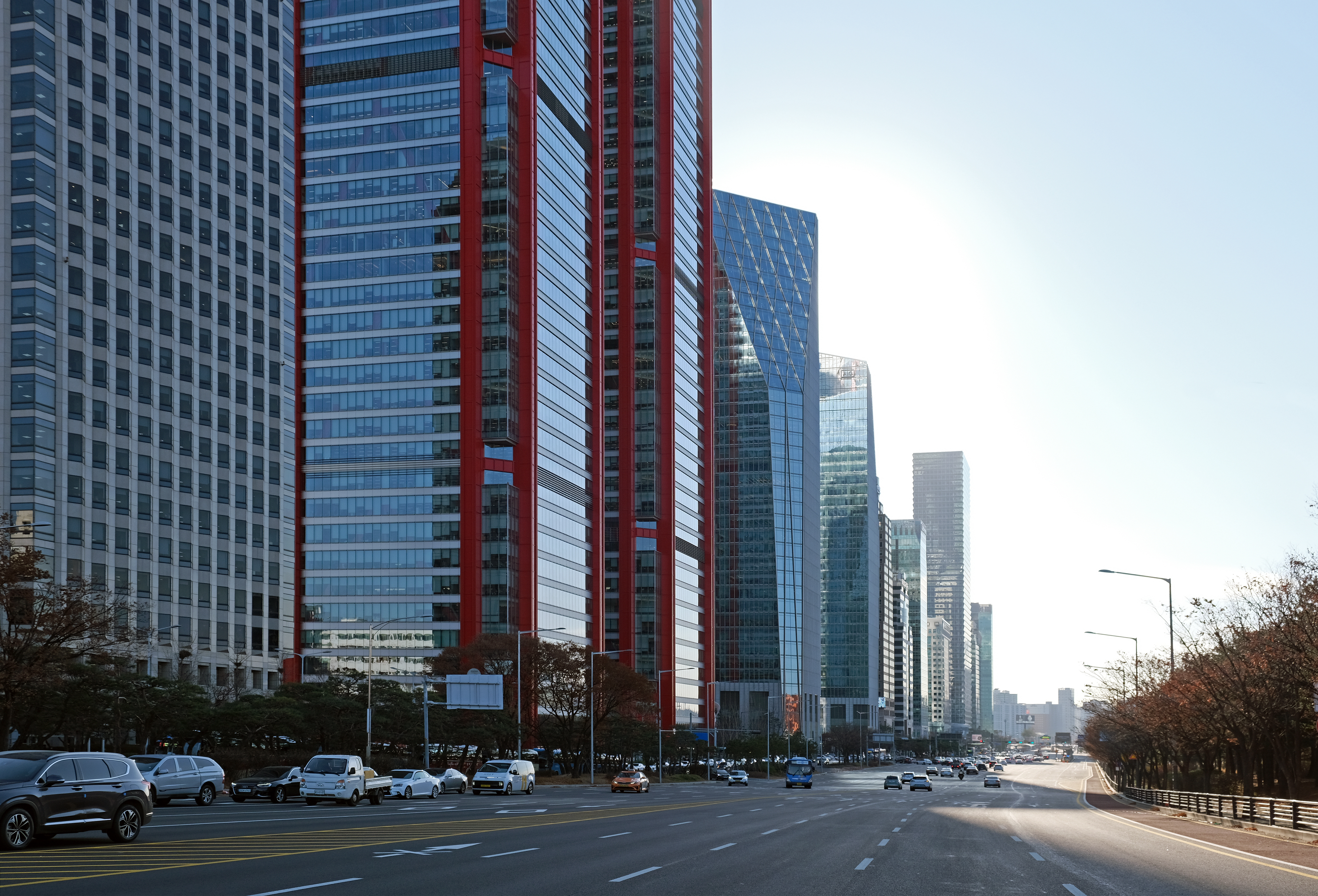
2022년 11월 1일.
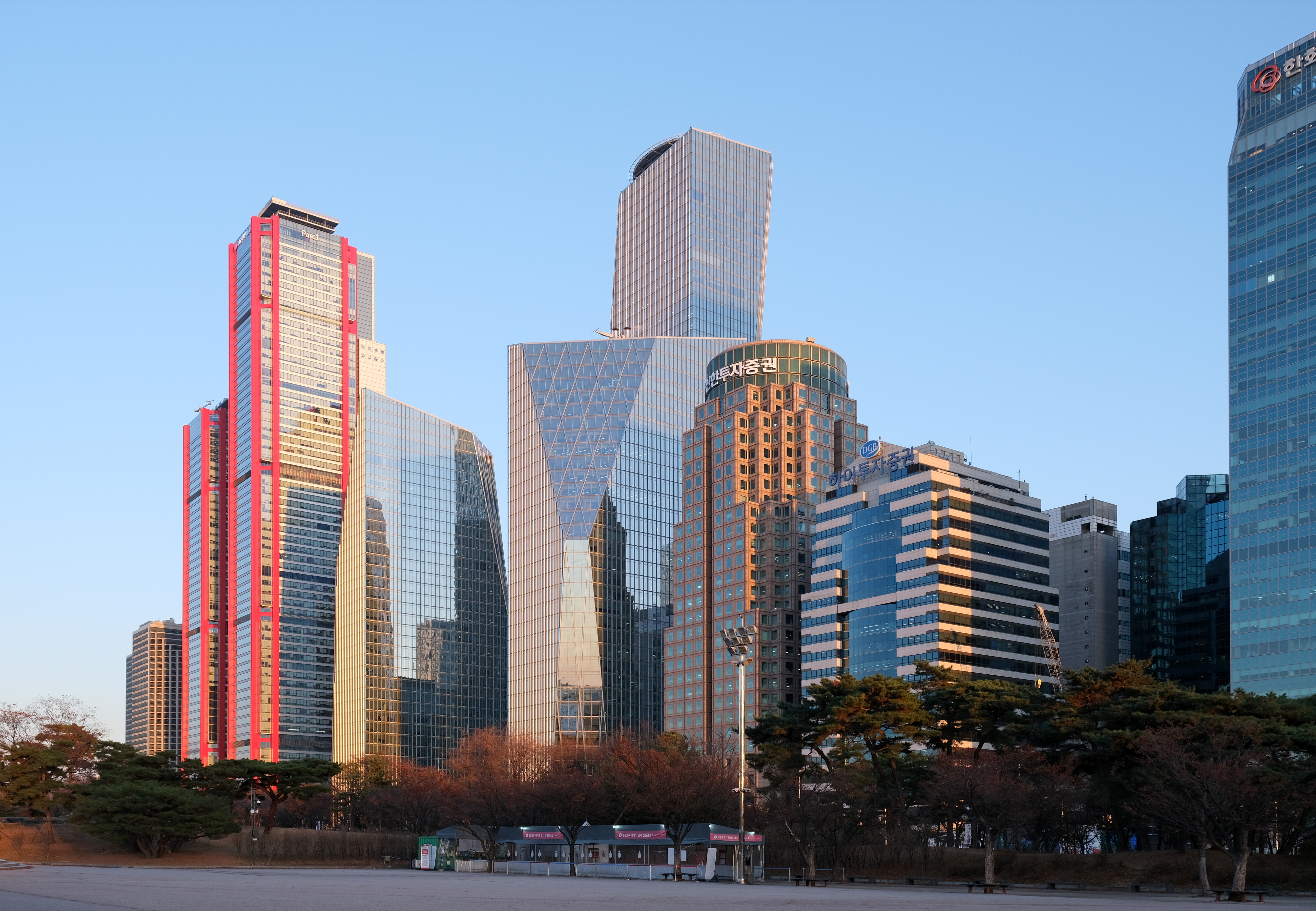
2022년 11월 1일.
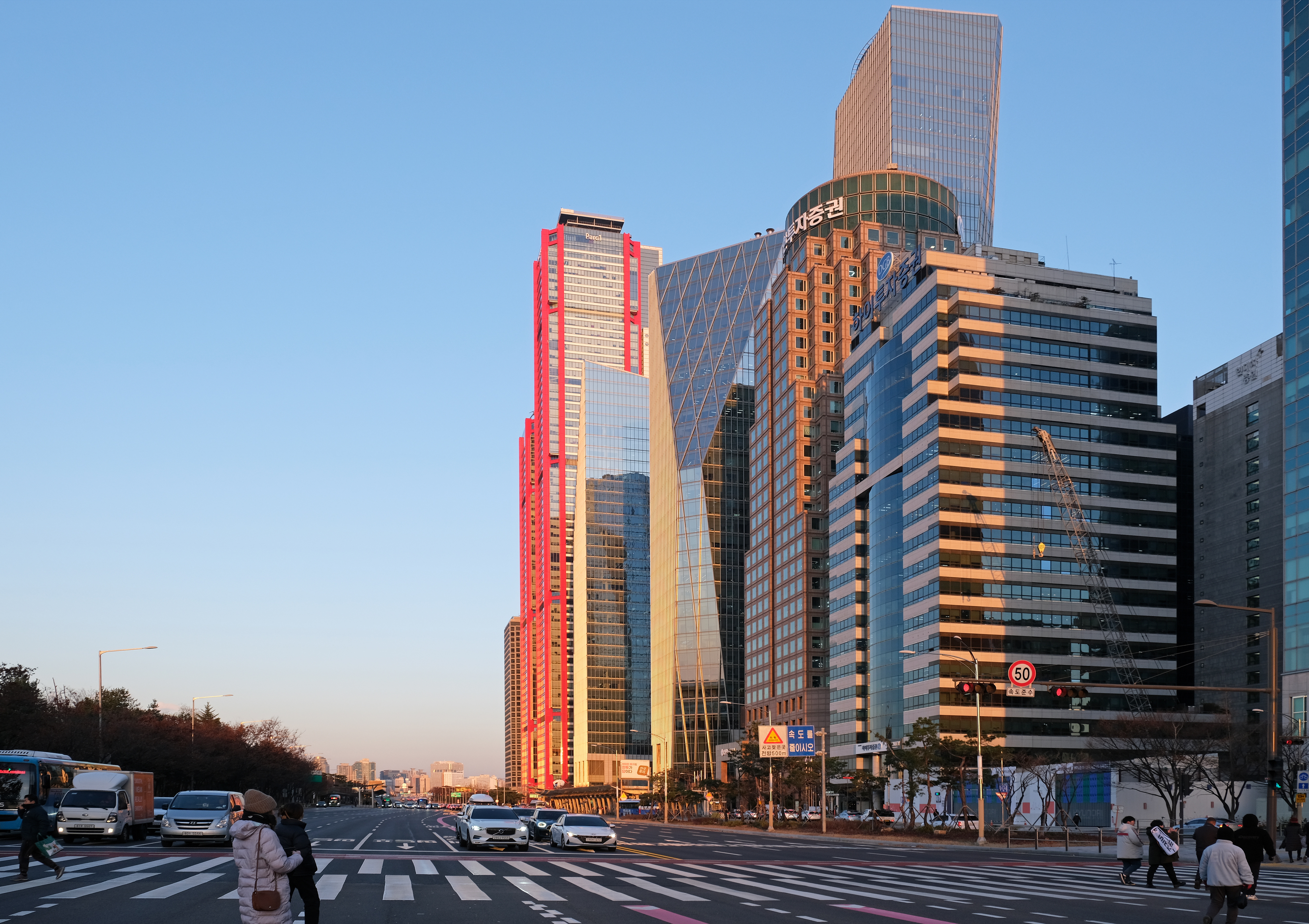
2022년 11월 1일.
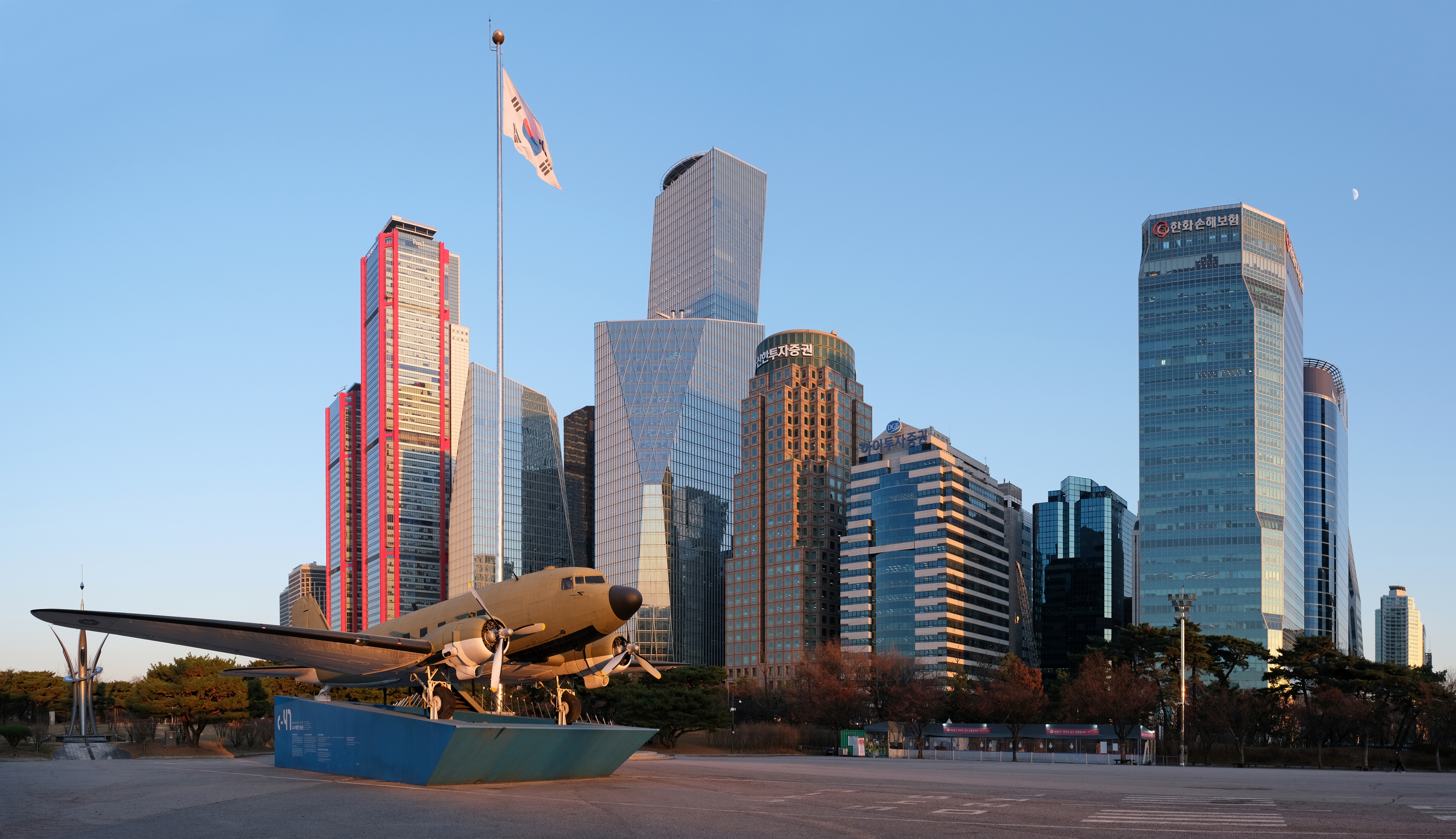
2022년 11월 1일.

## 교통
- ● 수도권 전철 5호선 - 여의도역
- ● 서울 지하철 9호선 - 여의도역
- 여의도환승센터

## 같이 보기
- 여의도
- 마천루 목록
- 대한민국의 마천루 목록
- 서울특별시의 마천루 목록